# Standfussiana wiskotti
Standfussiana wiskotti är en fjärilsart som beskrevs av Standfuss 1888. Standfussiana wiskotti ingår i släktet Standfussiana och familjen nattflyn. Inga underarter finns listade i Catalogue of Life.